# Trittico di San Sebastiano
Il Trittico di San Sebastiano è un dipinto, tempera su tavola (pannello centrale 127x48 cm, pannelli laterali 103x45, lunetta 59x170) di Giovanni Bellini e altri pittori, databile al 1464-1470 e conservato nelle Gallerie dell'Accademia a Venezia.

## Storia
Quattro trittici (di San Sebastiano, di San Lorenzo, della Madonna e della Natività), vennero realizzati tra il 1464 e il 1470 circa per la chiesa di Santa Maria della Carità a Venezia, che era stata ricostruita a metà del secolo e i cui altari erano stati eretti tra il 1460 e il 1464.
Le opere vennero smontate e ricomposte in epoca napoleonica, venendo destinati alle Gallerie dell'Accademia, con attribuzione originaria ai Vivarini.

## Descrizione e stile
I tre scomparti inferiori mostrano altrettanti santi a piena figura: san Giovanni Battista, san Sebastiano e sant'Antonio Abate. In alto, nella lunetta, si trova un'Annunciazione con al centro il Padre Eterno benedicente.
Questi trittici, ideati probabilmente da Jacopo Bellini, vennero realizzati a più mani, tra cui quella di Giovanni su solo una. Il contributo di quest'ultimo si rileva soprattutto nei santi del polittico di San Sebastiano e sono un importante precedente per quello che sarà la sua prima grande prova individuale, il polittico di San Vincenzo Ferrer.